# Adam Al Kandoussi
 (mai 2020).
Adam al Kandoussi, né en 1998 à Utrecht (Pays-Bas), est une lutteur et combattant MMA néerlandais. Il remporte une médaille de bronze en catégorie des moins de 61 kg aux Championnats du Monde. Il est le fondateur de son propre gymnase de lutte appelé K.S.V. Antaeus qui est devenu champion des Pays-Bas en 2018. Il est également devenu plusieurs fois champion dans sa catégorie de poids dans la ligue allemande,.

## Biographie
Adam al Kandoussi naît à Utrecht de parents marocains. Il grandit dans le quartier de Overvecht. Il étudie à l'école Marcusschool. Lorsqu'il a douze ans, il commence à travailler avec son père dans une boulangerie du quartier. Lorsqu'il a seize ans, il s'inscrit dans les arts martiaux en Allemagne et reçoit un contrat après quelques combats en amateurs. 
Prenant part au championnat européen, il compte 45 victoires et trois défaites. Il est numéro quatre au championnat du monde. Il compte deux victoires et un match nul dans la catégorie MMA.